# Ocotillo (Guerrero)
Ocotillo es una localidad del estado mexicano de Guerrero. Es parte del municipio de Coyuca de Benítez.

## Demografía
| Gráfica de evolución demográfica |
|                                  |

| Censo | Población |
| ----- | --------- |
| 1910  | 346       |
| 1921  | 215       |
| 1930  | 300       |
| 1940  | 484       |
| 1950  | 520       |
| 1960  | 584       |
| 1970  | 730       |
| 1980  | 692       |
| 1990  | 978       |
| 2000  | 1 041     |
| 2010  | 1 076     |
| 2020  | 1 165     |